# Överkalix IF
Överkalix IF är en idrottsförening från Överkalix, i Norrbotten. Föreningen bildades 1924. Föreningen bedriver verksamhet inom bl.a. fotboll, ishockey och skidåkning. 2017 blev föreningen känd efter att ismaskinen gjort spelarna sjuka under en match mot Haparanda Hockey.

## Division 1 i ishockey
Herrarnas A-lag i ishockey spelade 1999–2005 fem säsonger i Division 1. Sedan dess har de spelat i division 2. Säsongen 2015/2016 deltog man i kvalserien till Hockeyettan utan att lyckas ta sig upp. Hemmaarena är Skogshallen byggd 1980 med en kapacitet på 600 åskådare.
| Säsong                           | Division           | Placering | Vårserie        | Playoff/Kval                  |
| -------------------------------- | ------------------ | --------- | --------------- | ----------------------------- |
| 1999/2000                        | Division 1 Norra A | 8         |                 | 3:a i kvalserien              |
| 2000/2001                        | Division 1 Norra A | 6         |                 |                               |
| 2001/2002                        | Division 1 Norra A | 8         |                 | 4:a i kvalserien, nerflyttade |
| 2002/03 spelade man i division 2 |                    |           |                 |                               |
| 2003/2004                        | Division 1 Norra A | 8         | 4:a i vårserien | 4:a i kvalserien              |
| 2004/2005                        | Division 1 Norra   | 11        |                 | 1:a i kvalserien              |